# AEW Dark
AEW Dark fue un programa de televisión de entretenimiento deportivo de lucha libre profesional producido por All Elite Wrestling que se transmitía en su canal de YouTube. El espectáculo estaba presentado en el estudio por Dasha Gonzalez y Tony Schiavone y se estrenó el 8 de octubre de 2019 y terminó el 25 de abril de 2023 .
Una nueva subserie de Dark, titulada AEW Dark: Elevation, se estrenaró en YouTube el 15 de marzo de 2021, presentando talentos emergentes en AEW, así como luchadores del circuito independiente. Saldrá al aire los lunes por la noche a las 7 p. m. ET.

## Historia del programa
El 2 de octubre de 2019, All Elite Wrestling: Dynamite se estrenó en TNT, y durante el evento hubo cuatro luchas no televisadas. Durante el scrum mediático que siguió a este evento, el fundador de AEW, Tony Khan, declaró que las luchas no televisadas estarían disponibles de alguna manera. El 5 de octubre de 2019, el vicepresidente de AEW, Cody Rhodes, anunció el segundo show semanal de Dynamite titulado AEW Dark, que se emitirá los martes en el canal de YouTube de All Elite Wrestling a partir del 8 de octubre.
Además de los luchas no televisadas, previos y posteriores a la transmisión, se incluyen segmentos de funciones que destacan en Dynamite de la semana anterior y entrevistas con personalidades de AEW.
Durante el episodio del 5 de noviembre, Tony Schiavone anunció que la comentarista en español de AEW, Dasha González, sería su coanfitrióna en el futuro. Durante el episodio del 6 de noviembre de Dynamite en el Coliseo de Bojangles, el anunciador del ring Justin Roberts anunció que sus luchas no televisadas que se estaba grabando en ese momento se publicaría el viernes en lugar del martes.
Debido a la pandemia mundial de coronavirus de 2019-2020, su trasmisión se realiza en arena vacía desde el Daily's Place de Jacksonville, Florida, desde marzo de 2020 debido a las restricciones para eventos en vivo en Norteamérica y el mundo.
El 24 de febrero de 2021, AEW anunció que una nueva subserie de Dark se estrenaría el lunes 15 de marzo titulada AEW Dark: Elevation. Este será el tercer programa televisado de AEW, después de Dynamite y Dark, y se emitirá los lunes por la noche a las 7 p. m. ET. Elevation contará con las estrellas emergentes y establecidas de la promoción, así como con los mejores luchadores independientes del circuito independiente. Los combates en el nuevo programa también mantendrán la continuidad con la otra programación de AEW, incluido el seguimiento de victorias y derrotas. También se anunció que el nuevo firmante y veterano de la lucha libre Paul Wight, anteriormente conocido como The Big Show en la WWE, estaría haciendo comentarios para Elevation junto con otro comentarista que será revelado.

## Producción

### Música oficial
| Título               | Intérprete  | Fecha                                          |
| -------------------- | ----------- | ---------------------------------------------- |
| "Falling From Grace" | No One Hero | 8 de octubre de 2019 - 10 de noviembre de 2020 |
| "Facedown"           | Mikey Rukus | 17 de noviembre de 2020 - presente             |